# Bertram (Iowa)
Bertram – miasto w Stanach Zjednoczonych, w stanie Iowa, w hrabstwie Linn.

## Demografia
Zgodnie ze spisem statystycznym z 2000, miasto liczyło 681 mieszkańców, jednak oficjalna populacja została później zmniejszona do 263, gdy urzędnicy odkryli, że 418 studentów żyjących w dormitorium Cornell College w pobliskim Mount Vernon zostało błędnie zaklasyfikowanych jako żyjący w Bertram. W 2023 liczba mieszkańców nieznacznie wzrosła do 267 osób, a gęstość zaludnienia do niemal 81 osób/km².